# Philip Sparke
Philip Allen Sparke (nascido em 29 de dezembro de 1951) é um compositor e músico nascido em Londres, conhecido pela sua música para banda de concerto e banda de metais.